# Friedrich von Lipp
Friedrich von Lipp (Stoccarda, 30 agosto 1806 – Stoccarda, 30 gennaio 1879) è stato un generale tedesco.

## Biografia

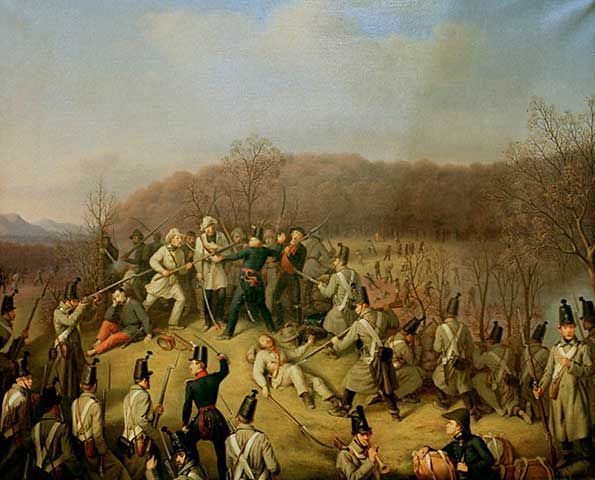
Il duello del capitano von Lipp col comandante dei rivoltosi, Reinhard Schimmelpfennig, nel corso della battaglia di Dossenbach del 27 aprile 1848

Von Lipp entrò nel 6º reggimento di fanteria del Württemberg nell'ottobre 1825, nel 1830 fu promosso sottotenente e nel 1834 divenne aiutante del reggimento. La  successiva carriera lo portò alla promozione a Oberleutnant nel 1836 arrivando infine al grado di capitano nel 1846. Nell'aprile del 1848 prese parte come comandante della 3ª compagnia del 6º reggimento al corpo di spedizione dell'esercito del Württemberg che, sotto la guida del generale Miller, contribuì a reprimere la rivoluzione del Baden. Nella battaglia di Dossenbach (27 aprile 1848) fu particolarmente noto il suo duello col comandante dei rivoltosi, Reinhard Schimmelpfennig, che gli procurò una ferita a una mano. Con la sua compagnia diede un notevole contributo alla sconfitta dei rivoltosi e combatté l'ultimo scontro della rivoluzione del Baden. Lipp pubblicò poi le sue memorie di guerra nel 1850.
Sempre nel 1850, divenne aiutante del governatore della fortezza federale di Ulma. Nel 1857 fu promosso al grado di maggiore e nel 1858 a quello di tenente colonnello. Nel 1866, in qualità di colonnello, gli venne affidato il comando del 3º reggimento di fanteria del Württemberg che prese parte alla guerra austro-prussiana all'interno dell'VIII corpo d'armata austriaco contro i prussiani. Nella battaglia di Tauberbischofsheim, il 24 luglio 1866, alcune parti del reggimento di von Lipp vennero sfruttate per respingere i prussiani lontano da Tauberbischofsheim, senza però successo e con pesanti perdite.
Nel 1869 Lipp divenne comandante della fortezza Hohenasperg, e svolse tale incarico sino al 1871 quando si ritirò in pensione. Morì a Stoccarda nel 1879.